# Oppodoctis
Oppodoctis is een geslacht van hooiwagens uit de familie Podoctidae.
De wetenschappelijke naam Oppodoctis is voor het eerst geldig gepubliceerd door Roewer in 1927. 

## Soorten
Oppodoctis is monotypisch en omvat slechts de volgende soort:
- Oppodoctis armatus